# 撒八
撒八（？—1161年），契丹人，被金国任命为西北路招讨使。正隆五年（1160年），金国皇帝完颜亮在辽国故地西北路（今内蒙古正蓝旗）中征兵伐宋。契丹人怕全民征兵，留守的老弱妇孺会被漠北部落袭击，聚众反金，首领撒八自称节度使，攻克韩州（今辽宁昌图）和咸平府（今辽宁开原）。完颜亮派仆散忽土、萧怀忠征讨，大败而回。正隆六年（1161年），完颜亮再派白彦恭、完颜谷英征讨，撒八被击败，欲投奔西辽，属下不愿远徙，部下移剌窩斡将其杀死。